# Hymenostegia gracilipes
Hymenostegia gracilipes là một small to medium riparian and rainforest tree in the Fabaceae. It is endemic to Ghana, ở đó nó is threatened by habitat loss due to its growth in primary rainforests, although it is locally common.